# مندوزاسور
مندوزاسور (نام علمی: Mendozasaurus) نام یک گونه از زیرراسته سوسمارپاشکلان است.